# Gran Maître
Gran Maître (crioll haitià: Gran Mèt) és el déu creador principal del vodú. És l'equivalent del déu judeo-cristià.